# Sprendlingen (Nadrenia-Palatynat)
Sprendlingen – miejscowość i gmina w Niemczech, w kraju związkowym Nadrenia-Palatynat, w powiecie Mainz-Bingen, siedziba gminy związkowej Sprendlingen-Gensingen.